# Accademia Atestina di Belle Arti
L'Accademia Atestina di Belle Arti fu la massima istituzione artistica del Ducato di Modena e Reggio, istituita dal duca Ercole III d'Este nel 1785. Nei secoli è divenuta l'odierno Istituto Superiore d'Arte Adolfo Venturi.

## Storia
Durante il XVII secolo a Modena vi fu uno slancio di interesse verso le "accademie del nudo", divenute di moda sull'esempio della scuola dei Carracci a Bologna. Le scuole di pittura raccoglievano giovani artisti al seguito di maestri più famosi, e si ritrovavano nei sottotetti del Palazzo civico. Arrivarono persino a darsi uno statuto, costituendosi come "Accademia dei Fantastici".
Nel 1750 il comune di Modena decise di strutturare la formazione artistica su differenti premesse, costituendo un primo nucleo di accademia organizzata in "sezioni" di scultura, pittura e architettura.
Nel 1785 il duca Ercole III d'Este costituì la "Scuola elementare di Disegno di Figura, di Nudo, di Scultura e di Ornato", nominandone direttore l'architetto Giuseppe Maria Soli. Nello stesso anno, il 6 settembre, con un editto abolì il Tribunale dell'Inquisizione in tutti i dominii estensi. In città esso aveva sede nel grande convento dei padri domenicani, e la parte di pertinenza dell'Inquisizione fu trasferita al Patrimonio degli Studi del ducato. L'edificio dell'ormai ex tribunale venne riadattato ed ampliato su disegno dello stesso Soli, e la Scuola vi si trasferì già nel 1787.
(Ercole III, Istituzione dell'Accademia)

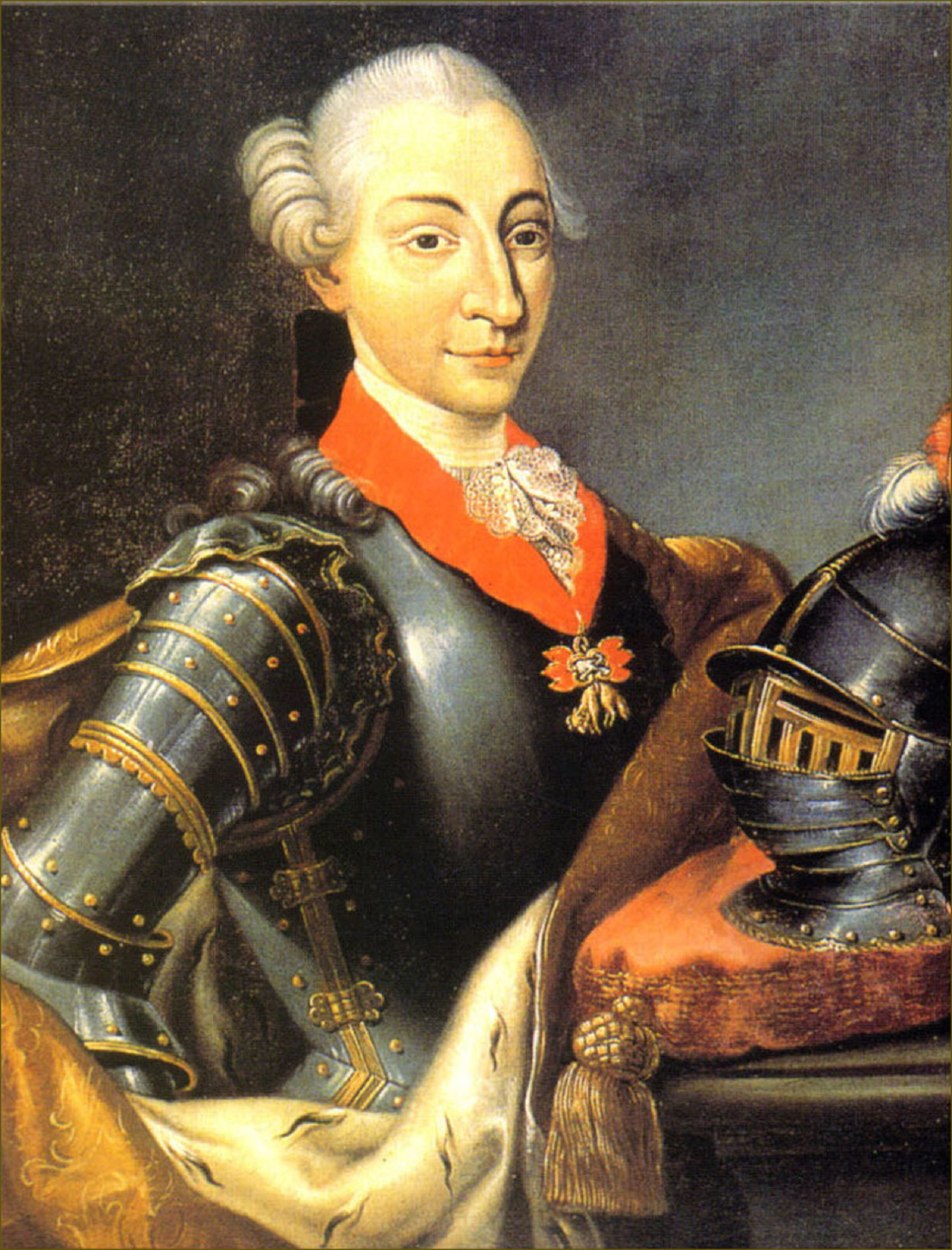
Ercole III d'Este

Nel 1790 il duca costituì la Scuola in Accademia Atestina di Belle Arti, con un editto di chiara impronta illuministica, regolamentando nella capitale sia le arti più pure, sia quelle considerate meccaniche. Ne fu confermato direttore il Soli, e nominati docenti scienziati ed accademici tra i più illustri espressi a quell'epoca dal ducato, tra cui Michele Araldi ("professore di Notomia"), Lodovico Bolognini e l'architetto ducale Pietro Termanini. Peculiare nelle volontà del duca fu l'approccio di una formazione comune che soddisfacesse le necessità culturali di una produzione artistica importante, accompagnata anche da un'offerta per le professioni artistiche minori, quali orafi, argentieri, ebanisti e anche artigiani, muratori e carpentieri.
Dopo un rallentamento delle attività durante il periodo napoleonico, il ritorno degli austro-estensi impresse un novo sviluppo per l'Accademia atestina. Nella prima metà del XIX secolo, sotto la direzione dello scultore Giuseppe Pisani dal 1821 e, dopo la morte di questi nel 1839, del suo allievo Adeodato Malatesta, l'Accademia venne dotata di un'importante collezione di statue e gessi, mentre le opere degli allievi iniziarono a costituire il suo capitale artistico. Notevoli furono anche le acquisizioni della biblioteca.
In questi anni uscirono dall'accademia numerosi scultori ed architetti, tra cui Giuseppe Obici e Luigi Poletti.
Nel 1860, su provvedimento del "dittatore" delle provincie emiliane Luigi Carlo Farini, venne fusa con le accademie di Bologna e Parma nelle Tre accademie emiliane, di cui fu confermato direttore sempre il Malatesta.
Nel 1877-78 una riforma dell'istruzione portò alla chiusura di numerose accademie artistiche in tutto il neonato Regno d'Italia. l'Accademia Atestina riuscì a sopravvivere come Regio Istituto di Belle Arti, soprattutto in virtù della partecipazione di pochi anni prima delle opere di alcuni allievi alla Seconda Esposizione nazionale di Belle Arti tenutasi a Milano nel 1872, dove venne premiato il giovane Adolfo Venturi: ciò contribuì a dimostrare la solidità degli insegnamenti, delle strutture della scuola e, soprattutto, la sua autosufficienza economica. Il contestuale calo degli iscritti che avvenne in quegli anni non permise tuttavia all'Accademia di mantenere il suo ruolo di ente superiore.

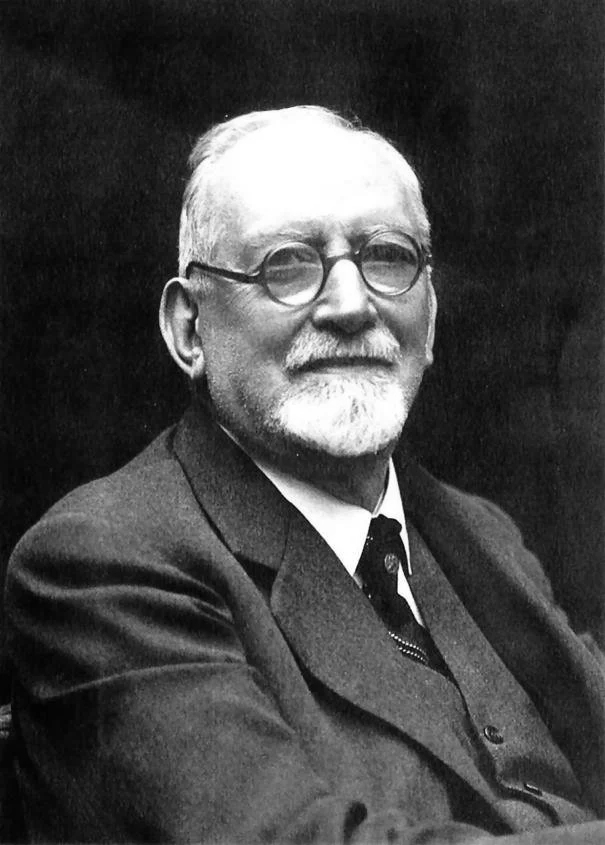
Adolfo Venturi

Nel 1923 la Riforma Gentile ridefinì ulteriormente il ruolo degli Istituti d'Arte, affidandone il mantenimento al concorso degli Enti locali. Ai licei e alle Accademie competeva l'insegnamento dell'Arte in sé, mentre gli Istituti avevano il compito di una formazione pratica ed orientata alle professioni artistiche ed artigiane. Da quel momento l'Istituto venne organizzato, fino al 1962 in tre sezioni, "Capimastri", "Decorazione murale pittorica e plastica" e "Terrecotte e stucchi", ognuna della durata di sei anni.
Nel 1932 l'Istituto venne intitolato all'ex allievo Adolfo Venturi, ancora vivente, e considerato il padre della storia dell'arte come disciplina scientifica universitaria.
Nel 1963, con la creazione della scuola media unificata, venne più volte cambiato l'ordinamento delle sezioni e dei piani di studio. Nel giro di qualche anno la formazione secondaria venne portata a cinque anni, e l'istituto iniziò a conferire le maturità d'Arte Applicata, consentendo quindi l'accesso agli studi universitari.

## La galleria delle statue
Nel clima culturale del tardo settecento e del primo ottocento, era ritenuto indispensabile imparare il disegno e la pittura sui classici dell'antichità. Analogamente a quanto avveniva nelle più importanti accademie italiane, anche l'Accademia Atestina di belle arti si dotà nel tempo di una collezione di calchi e copie della statuaria antica, costruendo nel tempo un patrimonio rilevante. Grazie all'opera degli allievi la collezione andò arricchendosi di opere rinascimentali e barocche, bassorilievi, figure intere, particolari anatomici o elementi architettonici. Pur trattandosi in molti casi di riproduzioni, è consistente la collezione di lavori ex novo, spesso lavori giovanili di artisti importanti quali Giuseppe Obici o Giuseppe Graziosi, entrambi allievi dell'Accademia
Oggi la collezione è stata organizzata in una vera e propria galleria, tra cui spiccano una Nike di Samotracia e un Gladiatore Borghese

## Scuola superiore
Con la Riforma Gelmini del 2010 divenne un istituto superiore d'Arte, comprendente un liceo artistico e un istituto professionale. Il primo è suddiviso in 5 differenti indirizzi:
- Architettura e ambiente;
- Arti figurative;
- Design ceramico;
- Design legno e arredamento;
- Grafica.

Il secondo offre un percorso di grafica applicata.